# Pteropus lylei
Pteropus lylei är en däggdjursart som beskrevs av K. Andersen 1908. Pteropus lylei ingår i släktet Pteropus och familjen flyghundar. IUCN kategoriserar arten globalt som sårbar. Inga underarter finns listade.
Arten liknar Pteropus giganteus men den är med 145 till 160 mm långa underarmar mindre. Undersidan är hos Pteropus lylei allmänt mörkare och öronen spetsigare. Individerna når en vingspann av cirka 900 mm och en vikt av 390 till 480 g. Huvudet kännetecknas av en långsträckt nos och stora ögon. Vid axlarna förekommer en orange krage. Flygmembranen och pälsen på ovansidan har en mörkbrun färg.
Denna flyghund förekommer i södra Thailand (utan Malackahalvön), södra Kambodja och södra Vietnam. En avskild population finns i södra Kina. Habitatet utgörs av mangrove och fruktträdodlingar. Individerna bildar stora kolonier som vilar i trädens kronor.
Liksom andra flyghundar äter arten främst mogna frukter som kompletteras med nektar och pollen. Födan hittas med hjälp av synen och lukten. Ekolokalisering som är typisk för flera andra fladdermöss förekommer inte hos Pteropus lylei. Individerna är främst nattaktiva men de kan vara högljudda vid viloplatsen. Flyghunden kan vara värd för ett virus från familjen Paramyxoviridae. Den insjuknar inte men viruset kan överföras till människor.